# 守山健二
守山 健二（もりやま けんじ、1991年6月21日 - ）は、神奈川県横浜市港北区出身 のサッカー選手。ポジションはゴールキーパー（GK）。

## 来歴
小学生時には横浜F・マリノス、中学・高校生時にはFC東京の下部組織に在籍。FC東京U-15では2006年のU-15高円宮杯で三浦雄介、阿部巧、山崎直之らと共に全国3位の成績を残した。FC東京U-18では1期先輩の井上亮太に次ぐ第2GKとしてベンチ入りを続けていたが、正GKの座が近付いたことに油断したために却ってレギュラーから遠のいてしまい、チームは同期の阿部や山崎、梅内和磨、三田尚央、重松健太郎、平出涼の活躍によって2009年のJリーグユース選手権で全国優勝したが、守山の出場機会は僅かだった。2010年に関東学院大学へ進学。厳しい練習を重ね、4年時には主将として部を牽引した。同期に山本真也ら。
2014年、三浦、梅内、三田、山本と共に、FC東京U-18在籍時にも指導を受けた有馬賢二が監督を務める地元横浜市のJリーグクラブ横浜スポーツ&カルチャークラブへ加入。2016年には背番号を「1」に変更。同年のJ3開幕節でJリーグ初出場を果たしたが、同シーズンをもって退団した。
2017年、奈良クラブへ移籍。育成組織GKコーチも兼任する。
2018年、松江シティFCに移籍。
2019年、松江シティFCを退団。
2020年2月21日、房総ローヴァーズ木更津FCへ加入した。
2021年11月5日、2021年シーズンで現役引退を発表。

## 所属クラブ
- 1997年 - 1999年 たちばなキッカーズ[7]
- 2000年 - 2003年 横浜F・マリノスプライマリー[7]
- 2004年 - 2006年 FC東京U-15深川
- 2007年 - 2009年 FC東京U-18 (東京都立砂川高等学校[15])
- 2010年 - 2013年 関東学院大学体育部連合会サッカー部 (経済学部[6])
- 2014年 - 2016年  横浜スポーツ&カルチャークラブ
- 2017年  奈良クラブ (育成組織GKコーチ兼任)
- 2018年 - 2019年  松江シティFC
- 2020年 - 2021年  房総ローヴァーズ木更津FC

## 個人成績
| 国内大会個人成績 | 国内大会個人成績 | 国内大会個人成績 | 国内大会個人成績 | 国内大会個人成績 | 国内大会個人成績 | 国内大会個人成績 | 国内大会個人成績 | 国内大会個人成績 | 国内大会個人成績 | 国内大会個人成績 | 国内大会個人成績 |
| 年度             | クラブ           | 背番号           | リーグ           | リーグ戦         | リーグ戦         | リーグ杯         | リーグ杯         | オープン杯       | オープン杯       | 期間通算         | 期間通算         |
| 年度             | クラブ           | 背番号           | リーグ           | 出場             | 得点             | 出場             | 得点             | 出場             | 得点             | 出場             | 得点             |
| 日本             | 日本             | 日本             | 日本             | リーグ戦         | リーグ戦         | リーグ杯         | リーグ杯         | 天皇杯           | 天皇杯           | 期間通算         | 期間通算         |
| ---------------- | ---------------- | ---------------- | ---------------- | ---------------- | ---------------- | ---------------- | ---------------- | ---------------- | ---------------- | ---------------- | ---------------- |
| 2014             | YS横浜           | 35               | J3               | 0                | 0                | -                | -                | 0                | 0                | 0                | 0                |
| 2015             | YS横浜           | 30               | J3               | 0                | 0                | -                | -                | -                | -                | 0                | 0                |
| 2016             | YS横浜           | 1                | J3               | 24               | 0                | -                | -                | -                | -                | 24               | 0                |
| 2017             | 奈良             | 19               | JFL              | 6                | 0                | -                | -                | 0                | 0                | 6                | 0                |
| 2018             | 松江             | 1                | 中国             | 4                | 0                | -                | -                | 0                | 0                | 4                | 0                |
| 2019             | 松江             | 1                | JFL              | 8                | 0                | -                | -                | 0                | 0                | 8                | 0                |
| 通算             | 日本             | 日本             | J3               | 0                | 0                | -                | -                | 0                | 0                | 0                | 0                |
| 通算             | 日本             | 日本             | JFL              | 14               | 0                | -                | -                | 0                | 0                | 14               | 0                |
| 通算             | 日本             | 日本             | 中国             | 4                | 0                | -                | -                | 0                | 0                | 4                | 0                |
| 総通算           | 総通算           | 総通算           | 総通算           | 42               | 0                | -                | -                | 0                | 0                | 42               | 0                |

出場歴
- 2016年3月13日：Jリーグ初出場 - J3第1節 vsガンバ大阪U-23 (市立吹田サッカースタジアム)

## 指導歴
- 2014年 - 2015年 JSNサッカークラブ スクールコーチ
- 2016年 Y.S.C.C.横浜U-18 GKコーチ
- 2017年 奈良クラブ アカデミーGKコーチ[10]
- 2018年 - 2019年　松江シティFC スクールコーチ
- 2020年 - 2024年 房総ローヴァーズ木更津FCアカデミー GKコーチ
- 2022年 - 2024年 拓殖大学紅陵高等学校サッカー部 GKコーチ
- 2024年 房総ローヴァーズ木更津FC GKコーチ
- 2025年 - 栃木シティFCアカデミー GKコーチ

## タイトル

### クラブ
FC東京U-18
- Jリーグユース選手権大会 (2007年、2009年)
- 関東プリンスリーグ (2008年、2009年)
- 日本クラブユースサッカー選手権 (U-18)大会 (2008年)